# Pyszka
Pyszka – osada w północno-zachodniej Polsce, położona w województwie zachodniopomorskim, w powiecie kołobrzeskim, w gminie Dygowo, nad strugą Pysznicą, ok. 15 km od Kołobrzegu i Morza Bałtyckiego. Przez osadę przebiega droga wojewódzka nr 163.
Przy południowej części osady, struga Pysznica uchodzi do starorzecza Parsęty, połączonego z głównym korytem.

## Mokradło
Mokradło Pyszka, położone jest na terenie gminy Dygowo, w dolinie strugi Pysznicy -prawobrzeżnego dopływu rzeki Parsęty.
Mokradło Pyszka powstało dzięki podpiętrzeniu dna rzeki Pysznicy i przekierowaniu jej wód na obszar starej doliny. Podpiętrzenie rzeki zostało wykonane metodą bystrotoku poprzez ułożenie kamieni na dnie odcinka ok. 125 m. Powierzchnia mokradła Pyszka wraz z terenami będącymi w strefie potencjalnych oddziaływań zalewu na tereny przyległe wynosi ok. 67 ha.
Mokradło Pyszka to miejsce do wypoczynku, bezpośredniego i bliskiego kontaktu z przyrodą. Na terenie mokradła znajduje się ścieżka rowerowa, parking samochodowy, wieża obserwacyjna.
Znaczenie terenów podmokłych w Pyszce:
- stanowią ostoję dla wielu zagrożonych gatunków roślin i zwierząt, zwiększyła się różnorodność biologiczna w dolinie rzeki poprzez stworzenie podmokłego siedliska.
- pełnią także rolę naturalnych korytarzy ekologicznych, tak ważnych dla migracji ptaków,
- są naturalną „oczyszczalnią” wód z nadmiaru biogenów (zatrzymują je w ramach mokradła), a w konsekwencji zmniejszony jest odpływ biogenów do wód Parsęty,
- stanowią naturalne zbiorniki retencyjne, których właściwe funkcjonowanie przyczynia się zwiększaniu zasobów wodnych w zlewni Parsęty, są sposobem na zmniejszenie zagrożenia powodzią.
- zwiększenie walorów krajobrazowych doliny Pysznicy i Parsęty.